# 矢野篤
矢野 篤（やの あつし、-2010年10月23日）は、日本の男性アニメ監督、アニメーション演出家である。演出初期のペンネームは「黒澤安二郎」。早稲田大学では早稲田アニメーション同好会に属し、亜細亜堂へ入社した。

## 参加作品

### テレビアニメ
- ときめきトゥナイト（1982年 - 1983年、動画）
- チエちゃん奮戦記 じゃりン子チエ（1991年 - 1992年、制作進行・演出助手）
- あずきちゃん（1995年、演出）
- B'T-X（1996年、絵コンテ・演出）
- 忍たま乱太郎（1997年 - 、演出）
- CLAMP学園探偵団（1997年、演出）
- ルパン三世 ワルサーP38（1997年、演出補）
- さくらももこ劇場 コジコジ（1997年 - 1999年、絵コンテ）
- 異次元の世界エルハザード（1998年、演出）
- おじゃる丸（1998年 - 、演出）
- たこやきマントマン（1998年、絵コンテ・演出）
- プリンセスナイン 如月女子高野球部（1998年、演出）
- 魔法のステージファンシーララ（1998年、演出）
- スーパードール★リカちゃん（1999年、演出）
- 人形草紙あやつり左近（1999年、演出）
- キョロちゃん（1999年 - 2001年、絵コンテ・演出）
- 週刊ストーリーランド （1999年-2001年、絵コンテ・演出）
- ルパン三世 1$マネーウォーズ（2000年、演出）
- 地球防衛家族（2001年、演出）
- 超GALS!寿蘭（2002年、演出）
- 十二国記（2002年、演出）
- 一騎当千（2003年、演出）
- ポポロクロイス（2004年、演出）
- かいけつゾロリ（2004年、演出）
- ゾイドフューザーズ（2004年、絵コンテ）
- ブラック・ジャック（2004年 - 2006年、演出）
- 雪の女王（2005年 - 2006年、助監督・絵コンテ・演出）
- ガラスの艦隊（2006年、演出）
- 吉宗（2006年、演出）
- 格闘美神 武龍 REBIRTH（2006年、絵コンテ・演出）
- ぷるるんっ!しずくちゃん（2006年 - 2007年、監督）
- 風の少女エミリー（2007年、演出）
- 鋼鉄三国志（2007年、演出）
- ぷるるんっ!しずくちゃん あはっ☆（2007年 - 2008年、監督）
- ポルフィの長い旅（2008年、演出）
- イナズマイレブン（2009年、演出）
- 犬夜叉 完結編（2009年 - 2010年、演出）
- COBRA THE ANIMATION（2010年、演出）

### OVA
- がきデカ（1989年、動画）
- 暗黒神話（1990年、動画）
- 秘境探検ファム&イーリー（1995年 - 1996年、演出助手）
- ぼくのマリー（1996年、演出助手）
- KEY THE METAL IDOL（1996年 - 1997年、演出助手）
- B'T-X NEO（1997年、絵コンテ・演出）
- ヨコハマ買い出し紀行（1998年、演出助手）

### 劇場アニメ
- 名探偵コナン 時計じかけの摩天楼（1997年、演出助手）
- 名探偵コナン 14番目の標的（1998年、演出助手）
- 劇場版ポケットモンスター ミュウツーの逆襲（1998年、演出助手）
- 名探偵コナン 世紀末の魔術師（1999年、演出補佐）
- 劇場版 とっとこハム太郎 ハムハムランド大冒険（2001年、演出）
- 名探偵コナン ベイカー街の亡霊（2002年、演出助手）
- 劇場版 とっとこハム太郎 はむはむぱらだいちゅ! ハム太郎とふしぎのオニの絵本塔（2004年、演出）